# Gare de Kitashinchi
La gare de Kitashinchi (北新地駅, Kitashinchi-eki) est une gare ferroviaire de la ville d'Osaka au Japon. Elle est située dans le quartier d'Umeda de l'arrondissement de Kita-ku. La gare est gérée par la compagnie JR West. Située 23,95 mètres sous le niveau de la mer, elle est la gare à la plus basse altitude de JR West.

## Situation ferroviaire
La gare de Kitashinchi est située au point kilométrique (PK) 3,6 de la ligne JR Tōzai.

## Histoire
La gare est inaugurée le 8 mars 1997.

## Service des voyageurs

### Accès et accueil
La gare, située en souterrain, est ouverte tous les jours.

### Desserte
- Ligne JR Tōzai :
  - voie 1 : direction Amagasaki
  - voie 2 : direction Kyōbashi

### Intermodalité
La gare est reliée par des couloirs de correspondances :
- à la station Nishi-Umeda (ligne Yotsubashi du métro d'Osaka),
- à la station Higashi-Umeda (ligne Tanimachi du métro d'Osaka),
- à la station Umeda (ligne Midōsuji du métro d'Osaka),
- à la gare d'Osaka (JR West),
- à la gare d'Osaka-Umeda (Hanshin, Hankyū).